# Konrad Ritzinger
Konrad Ritzinger (* 19.12.1955 + 11.9.2021) war ein bayerischer Kabarettist.

## Der Künstler
Konrad Ritzinger aus Niederaichbach war ausgebildeter Verwaltungsbeamter und bei der Regierung von Niederbayern tätig. Daneben trat er als Solokünstler mit kabarettistischem Programm vornehmlich in Niederbayern auf, wo er sich ein zunehmend größeres Publikum erspielte.
Sein Stil war durch parodistische Elemente und Alltagsbeobachtungen mit zum Teil skurriler Zuspitzung gekennzeichnet. Typisch für Ritzinger waren überdies größere Musikanteile im Programm, bei denen er sich selbst auf der Gitarre begleitet. Die von ihm als „Typen“ verkörperten Personen waren im ländlich-kleinstädtischen Milieu Niederbayerns angesiedelt und Ritzinger karikierte – etwa in der Rolle des Feuerwehrkommandanten – mit scharfer Beobachtungsgabe, aber ohne verletzende Absicht die Eigenheiten und Schwächen seiner Mitmenschen. Berühmt geworden ist sein Vorschlag, den Kühlturm des Kernkraftwerks Ohu mit einem Henkel zu versehen, „um ihn als überdimensionalen Maßkrug in die bayerische Landschaft einzupassen“.
Im Jahr 1995 gewann Konrad Ritzinger den kabarettistischen Wettstreit Paulaner Solo+, den nach ihm unter anderem auch Django Asül und Helmut Schleich für sich entschieden. Weiterhin wurde Ritzinger mit dem Kabarett-Preis „Vils-Laus“ ausgezeichnet und gewann damit eine Auszeichnung, mit der auch Dieter Hildebrandt und Richard Rogler geehrt worden waren.

## Der Unfall und das Leben danach
Ritzinger war auf dem Weg, in die Spitzenriege bayerischer Kabarettisten aufzusteigen, als 1997 ein Unfall sein Leben drastisch veränderte. Als Mitglied der Freiwilligen Feuerwehr wurde Ritzinger bei einem Einsatz von einem herabstürzenden Balken getroffen und war seit dieser Zeit querschnittsgelähmt, sehr stark sehbehindert und damit dauerhaft auf fremde Hilfe angewiesen. Am 11.9.2021 verstarb er; seine Urne wurde in Niederaichbach bestattet.

## Programme
- Vielleicht vageht's vo'soiba (letztes Programm 1995 bis 1997)